# تپه ایله
تپه ایله مربوط به دوره پهلوی اول است و در شیراز، محله درب شاهزاده، خیابان زندباریک، کوچه دخترمومن، پلاک ۹ واقع شده و این اثر در تاریخ ۸ مرداد ۱۳۸۱ با شمارهٔ ثبت ۶۰۵۶ به‌عنوان یکی از آثار ملی ایران به ثبت رسیده است.